# 2639 Planman
2639 Planman (1940 GN) là một tiểu hành tinh vành đai chính được phát hiện ngày 9 tháng 4 năm 1940 bởi Y. Vaisala ở Turku.